# Bradwell (Saskatchewan)
Bradwell es un pueblo canadiense situado en la provincia de Saskatchewan.

## Superficie
Bradwell tiene una superficie de 0,42 km².

## Demografía
En 2021, tenía 164 habitantes, una densidad poblacional de 394,2 hab./km², y 78 viviendas.